# (2943) Heinrich
(2943) Heinrich (1933 QU; 1970 EJ2; 1977 AM1; 1979 OK14; 1979 SY2) ist ein ungefähr sieben Kilometer großer Asteroid des inneren Hauptgürtels, der am 29. Januar 1932 vom deutschen (damals: NS-Staat) Astronomen Karl Wilhelm Reinmuth an der Landessternwarte Heidelberg-Königstuhl auf dem Westgipfel des Königstuhls bei Heidelberg (IAU-Code 024) entdeckt wurde.

## Benennung
(2943) Heinrich wurde nach der deutschen Astronomin Inge Heinrich (* 1941) benannt, am Astronomischen Rechen-Institut in Heidelberg arbeitete und Autorin für die ehemalige Fachzeitschrift Astronomy and Astrophysics Abstracts war. Die Benennung wurde vom deutschen Astronomen Lutz D. Schmadel vorgeschlagen.